# Romain Amalfitano
Romain Amalfitano, född 27 augusti 1989, är en fransk fotbollsspelare (offensiv mittfältare). Han har tidigare spelat i Frankrike för Reims, Châteauroux och Evian.
Hans äldre bror, Morgan Amalfitano, är också en professionell fotbollsspelare.

## Karriär
Den 25 oktober 2020 värvades Amalfitano av saudiska Al-Faisaly, där han skrev på ett tvåårskontrakt. Den 4 juni 2022 värvades Amalfitano av A-League Men-klubben Western Sydney Wanderers.